# Jonathan Gray
Jonathan Gray (ur. 24 sierpnia 1980 w Cannes) – francusko-amerykański producent filmowy i przedsiębiorca, założyciel i dyrektor generalny The Hideaway Entertainment, niezależnej wytwórni filmowej z siedzibą w Los Angeles.

## Życiorys
Jonathan Gray jest synem francusko-amerykańskiego ocalałego z Holokaustu, pisarza Martina Graya.
Uczęszczał do szkoły średniej Carnot w Cannes, z programem nauczania skoncentrowanym na literaturze, a następnie uczęszczał do SKEMA Business School w Sophia-Antipolis.